# Isalamedaljen
Isalamedaljen, som är Sveriges enda ärftliga medalj, delades ut av Gustav III 1787 till Sven Elfssons ättling Hans Jansson. I Kungliga Vitterhets- Historie- och Antikvitets Akademiens handlingar benämnes dock medaljen "ärepenning". Sven Elfsson hade enligt myten hjälpt Gustav Vasa att fly från Kristian II:s knektar i Dalarna, och då från Isala kungslada.
Medaljens framsida visar en bild av Gustav Vasa. Det var Kungliga Vitterhets Historie och Antikvitets Akademien som föreslog inskriptionen, som finns på medaljens baksida. Inskriptionen lyder;
| ” | Till Sven Elfssons heder som frälste Gamle K. GUSTAF Bär dess afkomma i Isala by Denna penning Gifven af GUSTAF III 1787 | „ |

Sedan dess har ättlingar till Hans Jansson burit medaljen och den sista bäraren var Sven-Erik Elfsson i Boda, Svärdsjö socken. År 2020 överlämnades medaljen till Dalarnas museum
1787 restes även vården vid ladan i Isala.